# Altamira (Brasil)
Altamira es un municipio del estado de Pará al norte de Brasil. Posee un área de 159 533,255 km² lo que lo convierte en el mayor municipio de Brasil y el segundo del mundo, superando en extensión territorial a países como Grecia, Portugal, Panamá, entre otros.
Se localiza a altura de 109 metros, una latitud de 03º12'12" sur y a una longitud 52º12'23" oeste. Su población a 2014 se estima en 270.768 habitantes.
Situado en plena selva amazónica, a 740 km de Belem y 458 km de Marabá, el municipio de Altamira tiene su vasto territorio cortado de norte a sur por el río Xingú, que domina su zona fisiográfica.

## Controversias sociales y ambientales
En su libro La Amazonia, la periodista Eliane Brum hace una extensa y detallada denuncia sobre de la devastación que ocurre en la región desde la construcción de la central hidroeléctrica de Belo Monte.